# 台北駅 (桃園捷運)

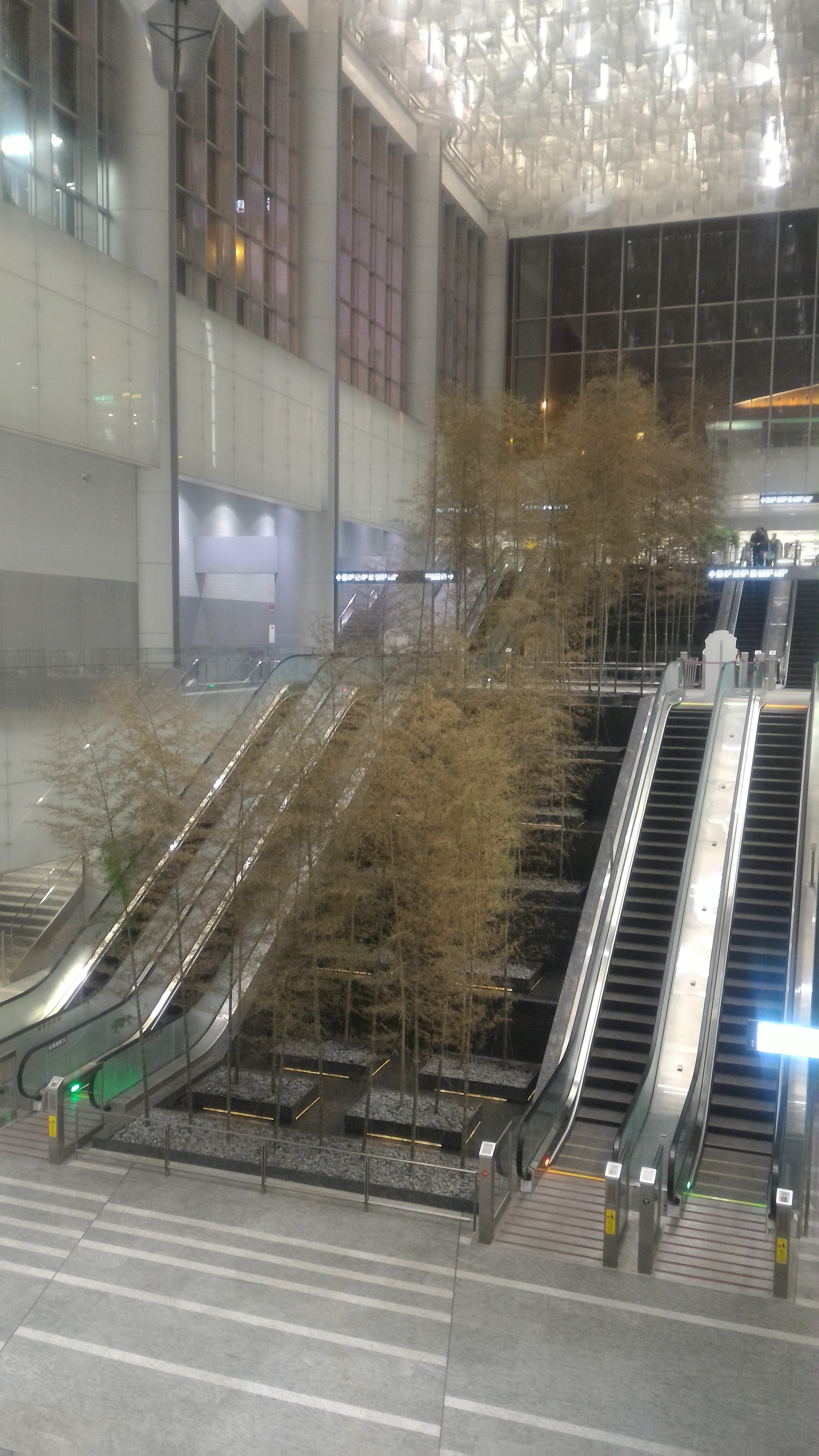
コンコースの「竹林瀑布」

台北駅（タイペイえき、たいほくえき）は、台湾台北市中正区にある桃園捷運機場線（桃園機場捷運）の駅。

## 概要
駅番号はA1。台北駅西側、鄭州路・市民大道南側のゲートオブ台北用地地下に総事業費約120億台湾ドルで建設された。建設が未着手のゲートオブ台北上層階を含めて当駅ホーム階から地上2階にかけてのアトリウム式コンコースの設計、パブリックアート「竹林瀑布」のデザインは日本の建築家槇文彦が手掛けた。他事業者の台北駅や松山新店線の北門駅とは改札外で台北地下街や専用連絡通路を介して連絡している。
この場所は台湾総督府鉄道時代の淡水線旧北門駅を経て戦後は旧国道客運台北総駅と用途が変遷している。
当駅でのITCI（インタウン・チェックイン）は搭乗便出発時刻3時間前まで可能で、台湾の大手2社（チャイナエアライン、エバー航空）と系列企業の2社（ユニー航空、マンダリン航空）、およびスターラックス航空、キャセイパシフィック航空のコードシェア便を除く自社運航便が対象。全て自動チェックイン機と自動手荷物預け機によるセルフサービスとなっている。
悠遊卡・一卡通はじめ8種のIC交通カード・電子マネーが利用可。

## 歴史
- 2013年 - 交通部高速鉄路工程局、開業を2015年末に延期。
- 2015年 - 機電工程のトラブルが長引き、2016年後半に再延期[6]。
- 2016年
  - 2月23日 - 交通部の宣布により当駅竣工。[7]
- 2017年
  - 2月2日 - 桃園機場捷運（桃園捷運機場線）仮開業（予約団体の無料試乗で当駅を含む6駅でのみ乗降可能）。運行時間は8-16時[8]。
  - 2月16日 - 当駅での客扱い（整理券方式での個人無料試乗）とITCIを開始[1][9][8]。
  - 3月2日 - 正式開業、当駅で式典が開催された。ITCI営業時間を6時～21時30分（該当するフライト出発時間は9時～24時30分）に拡大[8]。

## 駅構造
地上との出口は各地下街との連絡口とは別にA1～A7の7か所が設けられる。北側は地下1階で台北地下街の出入口Y14（南8乙）・Y16（南7）・Y18（南6）・Y20（南5）・Y22（南4）と繋がっているほか、MB1F（半地下1F）の専用連絡通路で他社線の台北駅と、同一フロア反対側の専用通路で捷運北門駅と乗り換えが可能。
他社の各路線（特に台北捷運駅）との乗換え経路が複雑で時間を要するとの報道、苦情が相次いだため、新設地下道による360度カメラ撮影での最短ルートの案内動画を公式チャンネルに急遽アップロードして鎮静化が図られた。
コンコースは地下1階にあり、送迎車やタクシーの発着、待機スペースのほか、桃園国際空港国際線出発旅客のための航空会社のチェックインカウンター、外国人出国旅客用向けに事後租税払戻のセルフカウンターが設けられ、受託手荷物は空港と同じく自動で搭乗便ごとに仕分けられて直達車の専用車両で空港まで運ばれる。地下2階に改札口、地下3階に島式ホーム2面4線とそれぞれ1本の留置線を備えている。地下4階は駐車場。

### のりば
開業時点での駅構内の案内表示は「往台北」「往中壢（環北を指す）」「往機場（空港）」であり、実際の利用時は注意が必要。
| 番線 | 路線                   | 行先                                   | 備考 |
| ---- | ---------------------- | -------------------------------------- | ---- |
| 1・2 | 機場線（直達車）       | 新北産業園区・桃園機場(T1・T2)方面     |      |
| 1・2 | 機場線（環北行直達車） | 桃園機場(T1・T2)・高鐵桃園站・環北方面 |      |
| 3・4 | 機場線（普通車）       | 高鐵桃園站・環北方面                   |      |

## 利用状況
開業1年半時点の2018年9月での1日平均利用客数（降車客含む）は線内では最多の35,067人。
| 年   | 1日平均 | 1日平均 | 1日平均 |
| 年   | 乗車    | 出典    |         |
| ---- | ------- | ------- | ------- |
| 2017 | 14,759  | [ 18 ]  |         |
| 2018 | 15,782  | [ 18 ]  |         |

## 画像

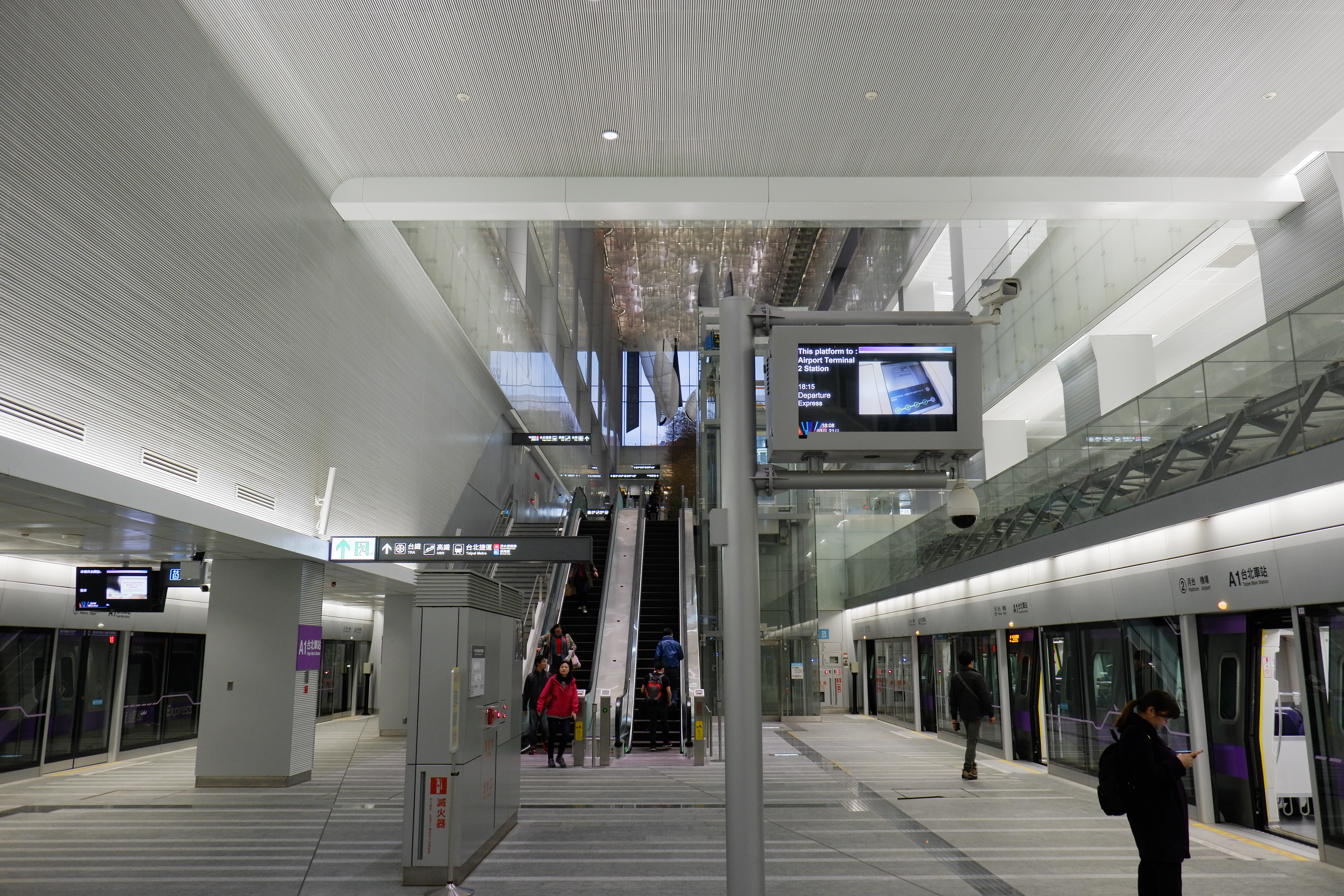
地上からの自然光も入る地下2階直達車ホーム
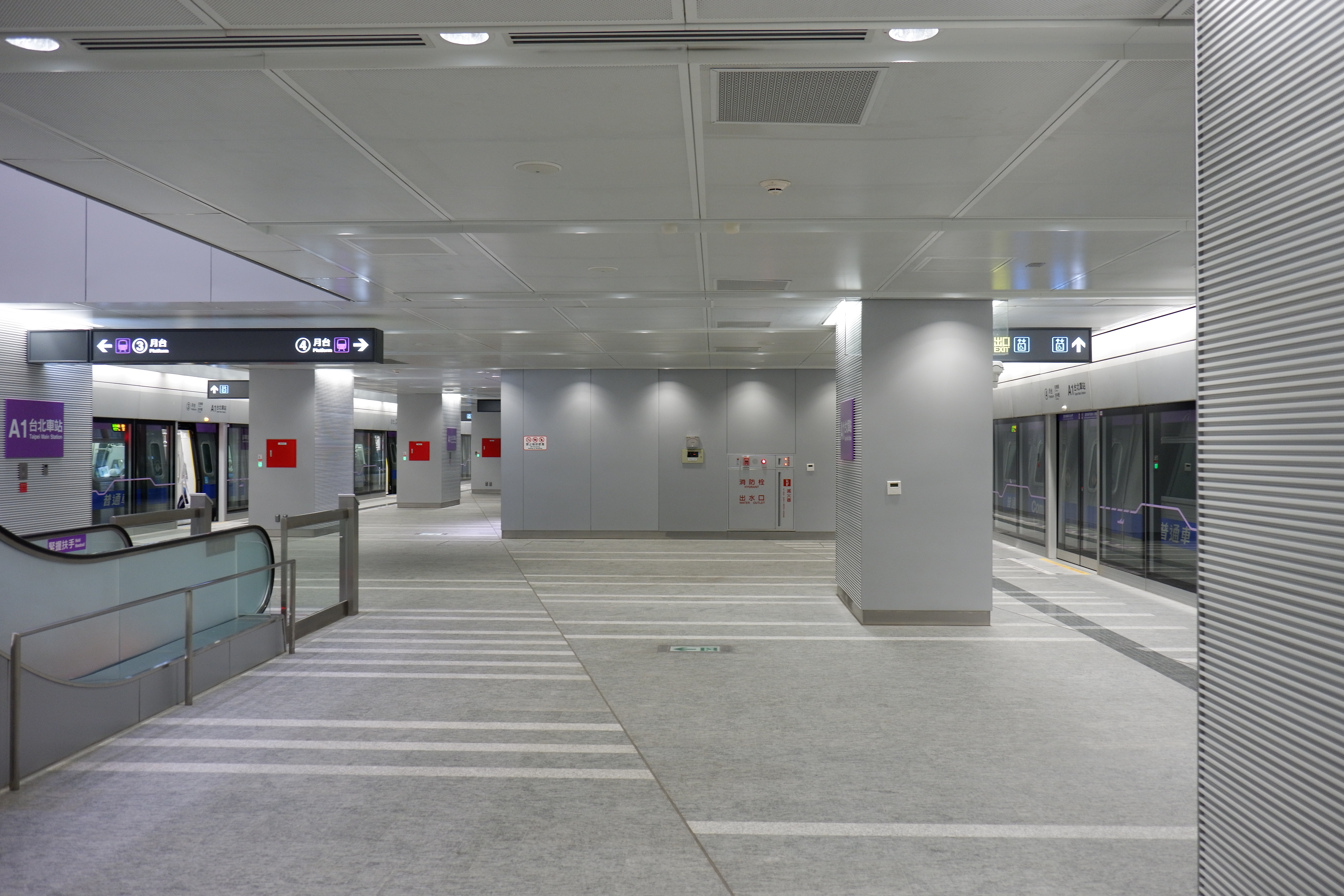
普通車ホーム
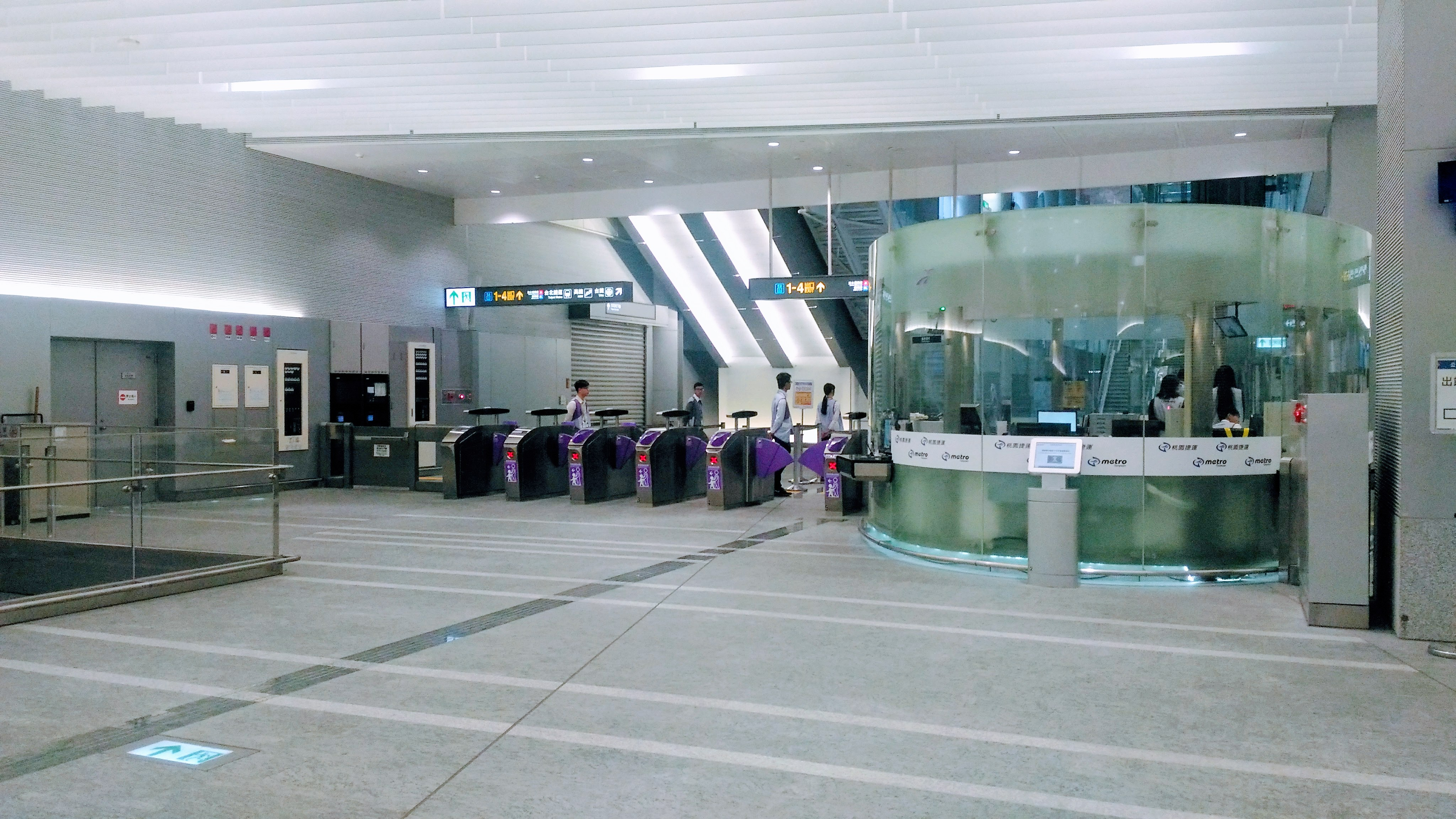
改札口
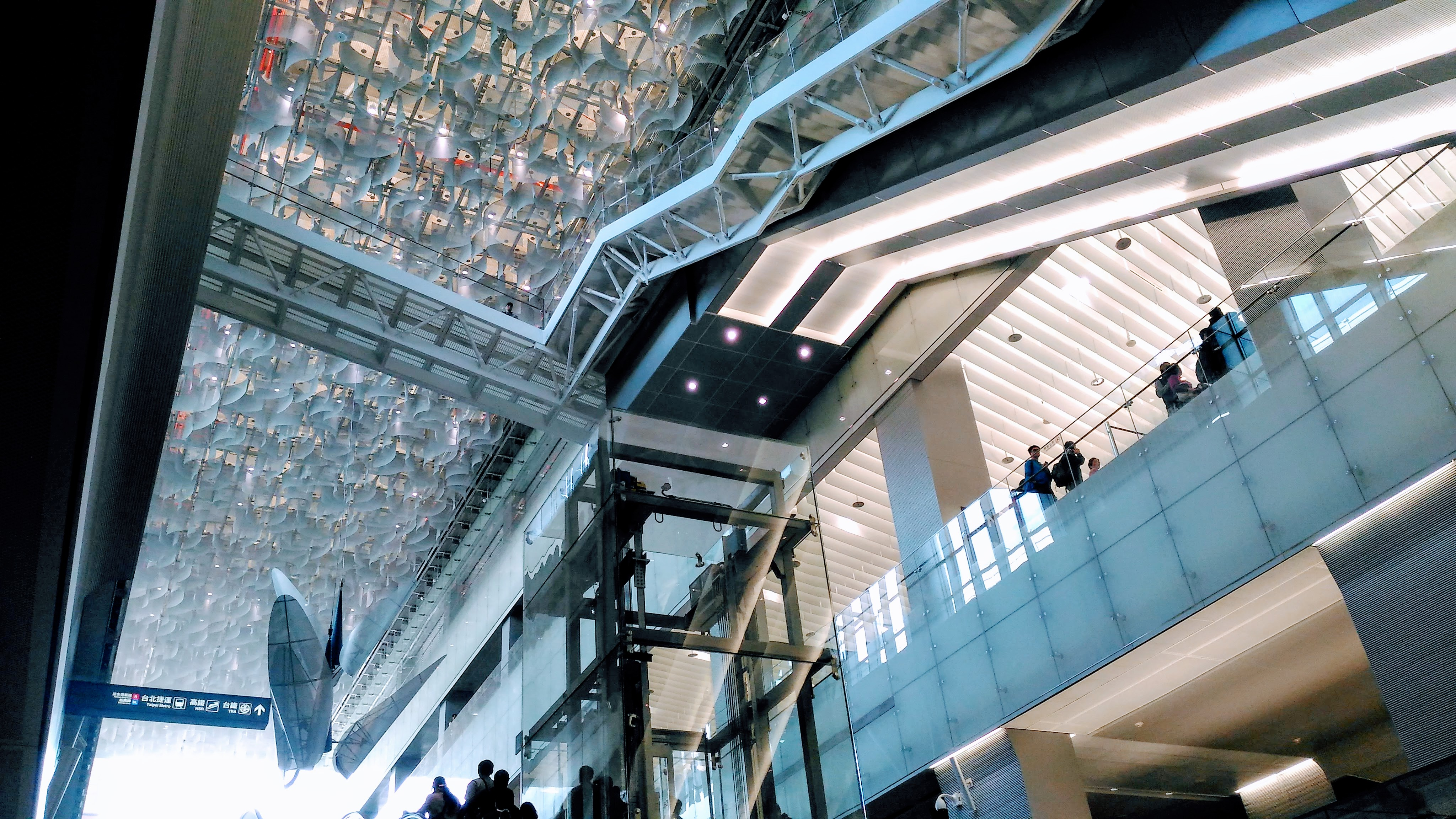
地上からMB1F、B1Fにかけての吹き抜け
同左
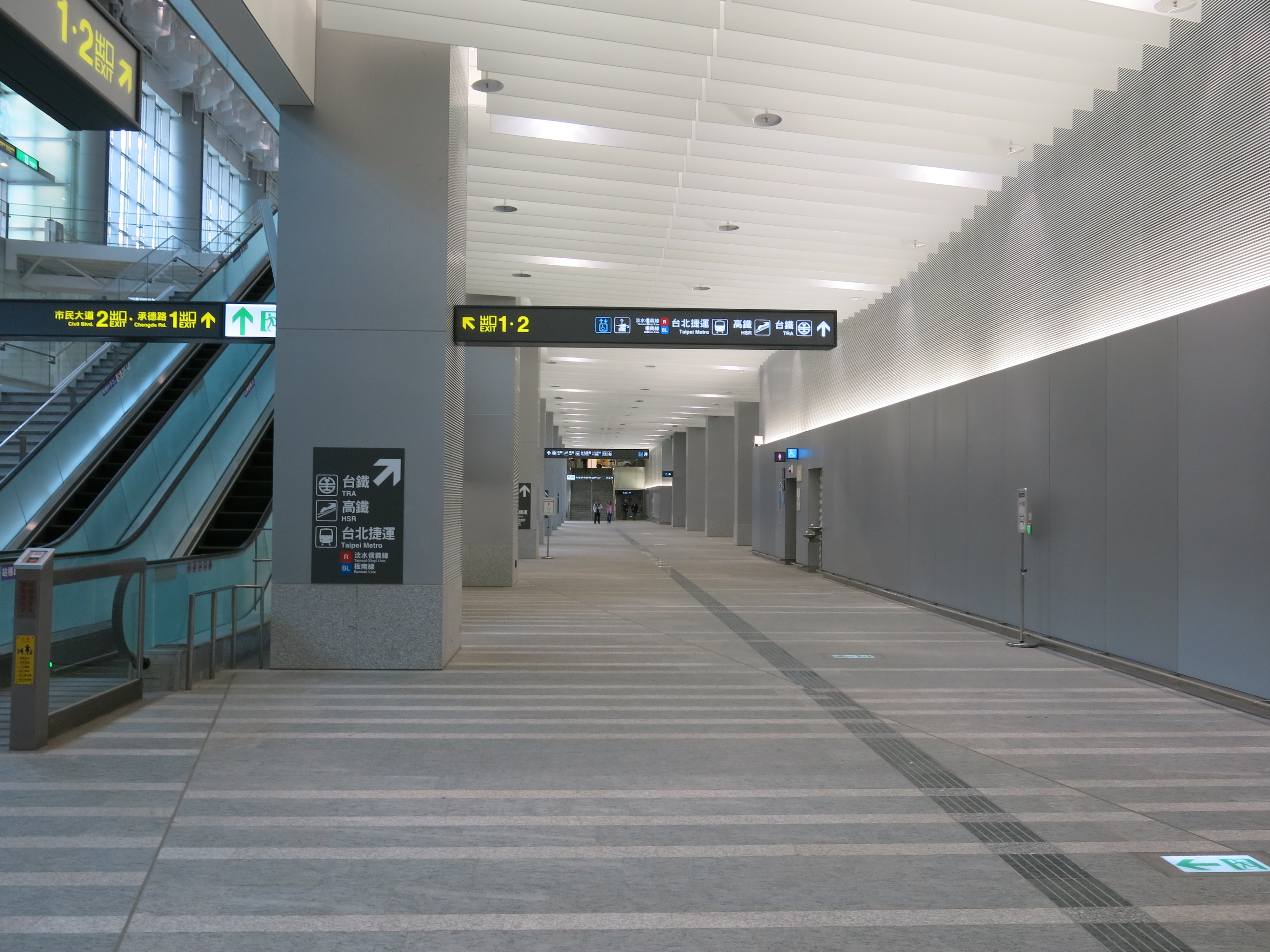
地下コンコース
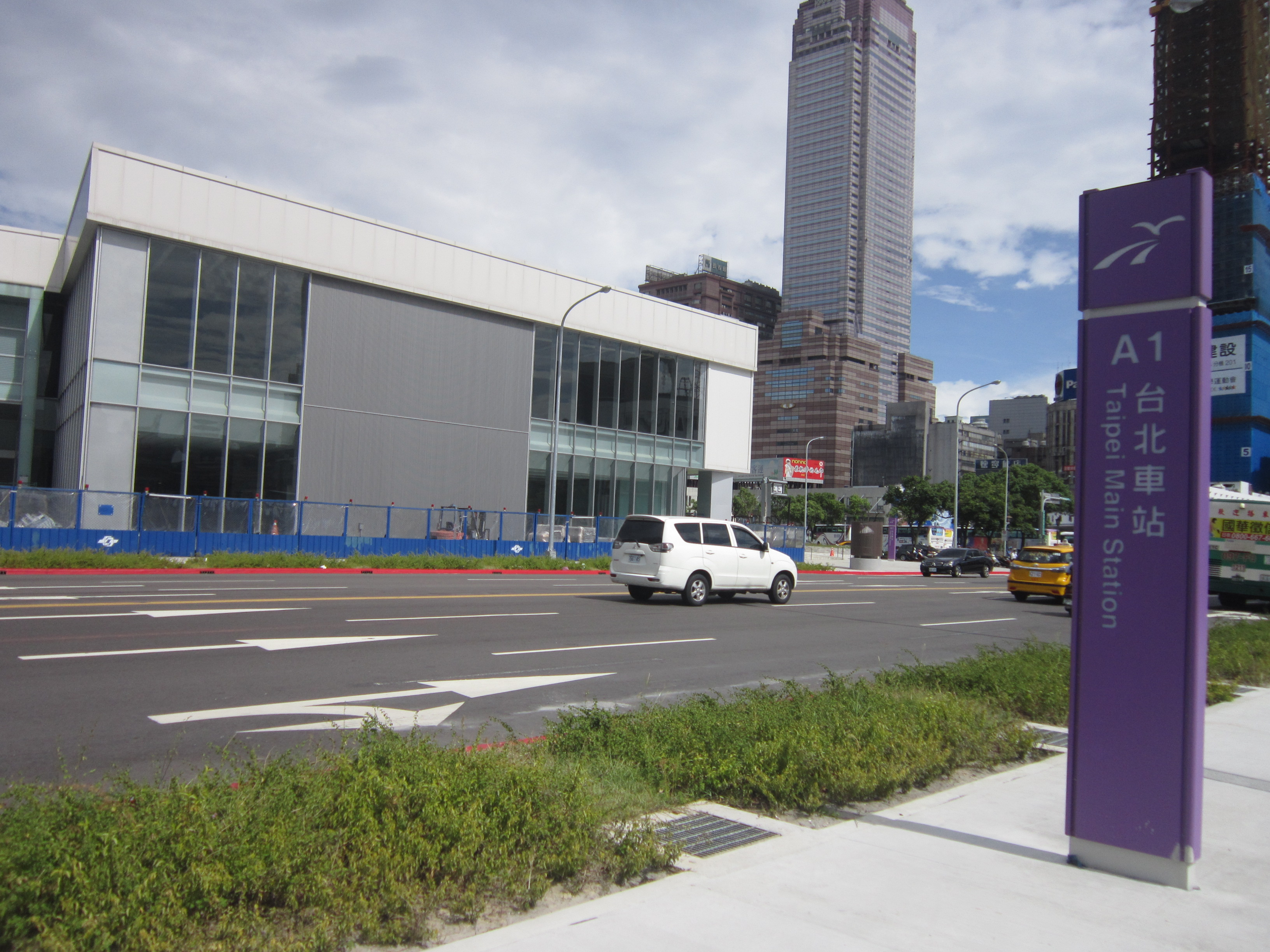
地上の駅名標
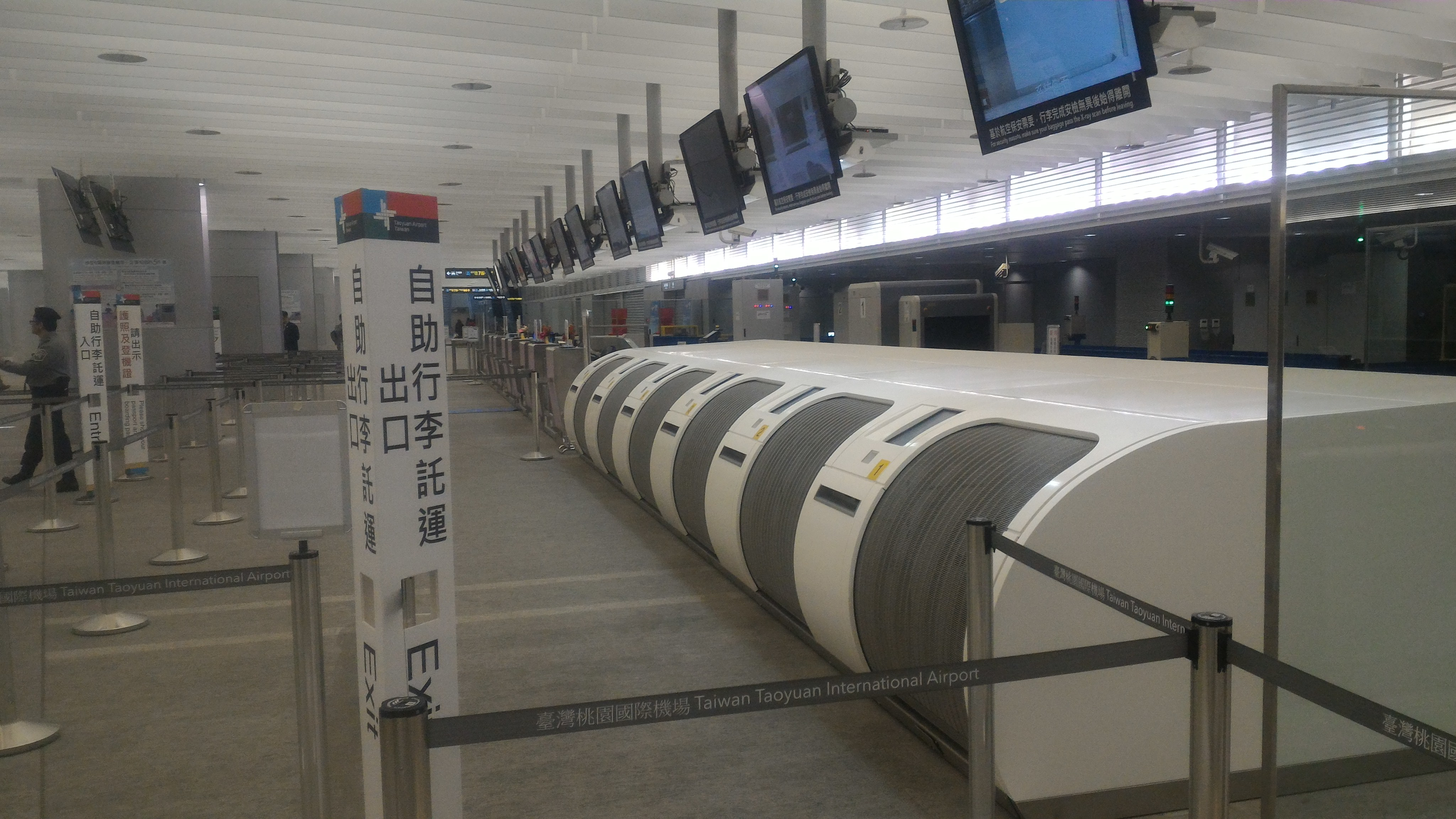
B1Fチェックインカウンターの自動手荷物預け機（セルフ・バッグドロップ）
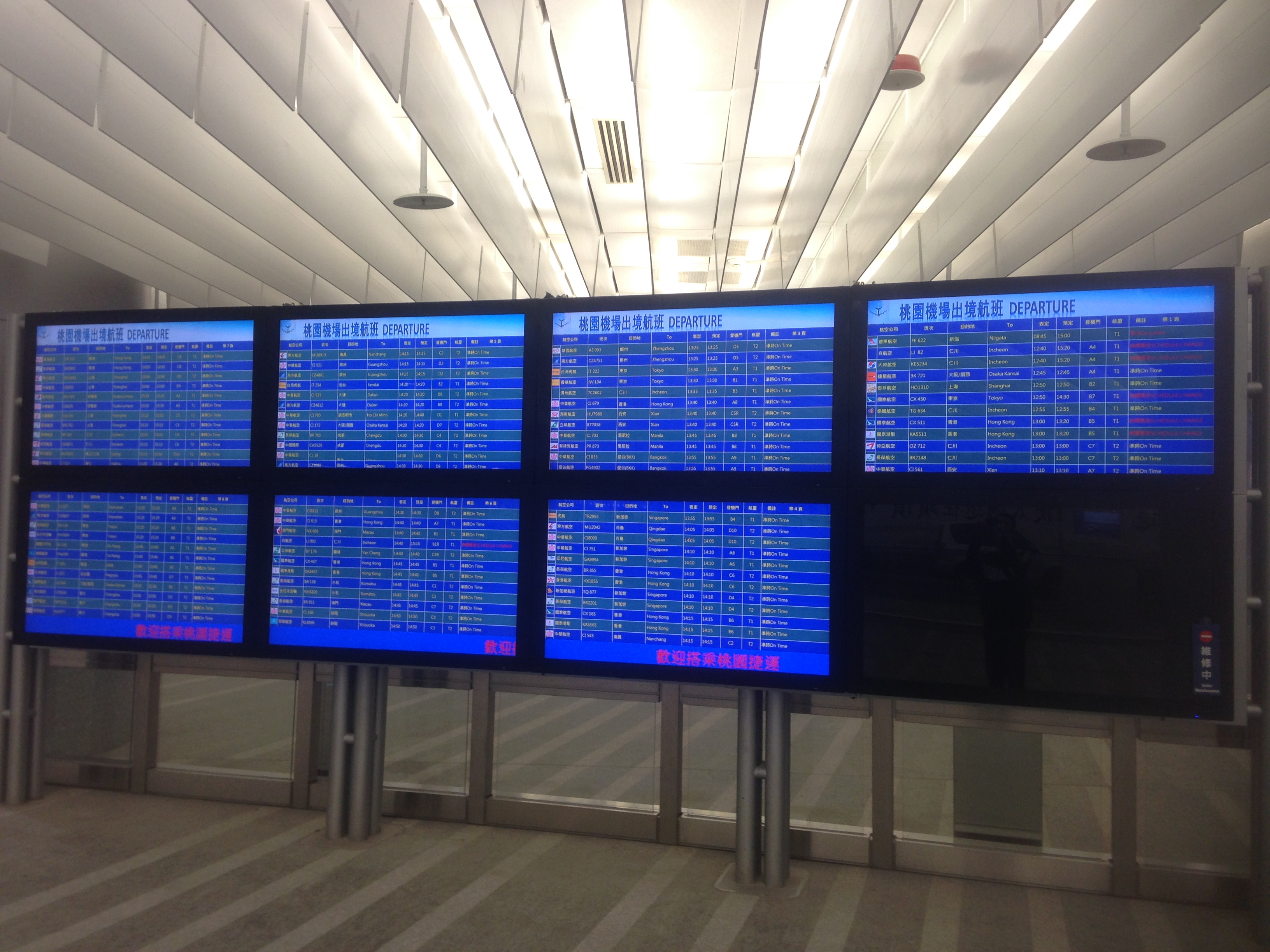
チェックインカウンター付近の発着案内

## 駅周辺
- 中華郵政機場捷運台北車站郵務服務站（地下1階[19]）
- ブリーズ・センター（微風A1台北車站、地下1階、1階、2階）[20]
- 台北双子星（駅上に建設予定）
- 台湾高速鉄道・台湾鉄路管理局（縦貫線）・台北捷運(淡水信義線・板南線)・国光客運台北車站（東側）
- 台北捷運松山新店線北門駅（西側）
- 台湾総督府交通局鉄道部庁舎（三級古跡）
- 国道客運（長距離バス）台北転運站（東側）
- 国道客運国道客運台北西站A棟（中国語版）→交六公車站/台北行旅広場（南側）
- YouBike（台北市公共自転車（中国語版））（北門駅、市民太原路口）

## 隣の駅
桃園捷運
機場線
■直達車、■環北行直達車
台北車站 (A1) - 新北産業園区駅 (A3)
■普通車
台北車站 (A1) - 三重駅 (A2)